# 松永忠五郎
松永 忠五郎（まつなが ちゅうごろう）は、長唄の名跡。当代8代目。

## 初代
後の初代松永和楓

## 2代目
後の2代目松永和楓。

## 3代目
（生没年不詳）

## 4代目
3代目忠五郎門下の岡安喜三次郎が一時名乗る。この人は、松永忠三郎、松永久次郎、3代目松永兼五郎、等度々名を変えたが、最後は吉住小左衛門となった。

## 5代目
2代目兼五郎から3代目松永鉄五郎を経て4代目忠五郎が吉住小左衛門を名乗ったため5代目忠五郎を襲名。
実子が2代目松島庄五郎。孫が7代目松永鉄五郎。

## 6代目
後の2代目松島庄五郎。

## 7代目
後の3代目松永和楓。

## 8代目
（昭和16年（1941年）1月24日 - ）本名は吉田成一。
9代目松永鉄五郎の長男。3代目今藤長十郎の門弟。2020年、文化庁長官表彰。
2023年（令和5年）春の叙勲で旭日双光章を受章した。